# Ronnie Hartley
Ronald Gudmund "Ronnie" Hartley, född 5 juli 1921 i Danmark, död 22 juli 2016 i Göteborg, var en dansk-svensk violinist och kapellmästare.
Han var son till de två luftakrobaterna "The Original Hartleys". Han började spela violin vid 7 års ålder som medverkande vid föräldrarnas turnéer.
Under andra världskrigets tyska ockupation av Danmark 1940–1945 var han aktiv i motståndsrörelsen, togs till fånga och dömdes till åtta års arbetsläger i Tyskland, avbrutet av Tysklands kapitulation i maj 1945.
Ronnie Hartley kom till Sverige 1946 och verkade bland annat som kapellmästare på Lorry i Linköping och Grand Hotel i Lund. Under åren 1956–1958 var han kapellmästare på den klassiska dansrestaurangen Ambassadeur i Köpenhamn.
1957 värvades han till Liseberg i Göteborg för att spela i nöjesparkens restauranger. Han anställdes 1960 som kapellmästare på dansrestaurangen Rondo. 1967 bildade han Lisebergs promenadorkester och blev dess kapellmästare. Som en hyllning till Woody Herman blev han där känd för att ofta använda uttrycket "ja där ser man". Hartley spelade på Liseberg fram till 2007. 
Efter 50 år på Liseberg tilldelades han 2007 utmärkelsen Lisebergsapplåden, som enligt nöjesparkens ledning "går till någon som gjort Sverige gladare". Han har också gett namn till en av Göteborgs spårvagnar. 
Ronnie Hartley samarbetade även med revyartisten Sten-Åke Cederhök och pianisten Harry Persson, bland annat med Cederhöks skivinspelningar.
Ronnie Hartley är gravsatt på Kvibergs kyrkogård i Göteborg.